# ムスコリーネ
ムスコリーネ（伊: Muscoline）は、イタリア共和国ロンバルディア州ブレシア県にある、人口約2,600人の基礎自治体（コムーネ）。

## 地理

### 位置・広がり

#### 隣接コムーネ
隣接するコムーネは以下の通り。
- カルヴァジェーゼ・デッラ・リヴィエーラ
- ガヴァルド
- ポルペナッツェ・デル・ガルダ
- プレヴァッレ
- プエニャーゴ・スル・ガルダ

### 地震分類
イタリアの地震リスク階級 (it) では、2 に分類される
。

## 行政

### 分離集落
ムスコリーネには、以下の分離集落（フラツィオーネ）がある。
- Castrezzone, Longavina, Morsone, San Quirico, Cabianco, Burago, Terzago, Moniga del Bosco, Chiesa, Castello